# Meflochină
Meflochina este un medicament utilizat în tratamentul malariei. Este de asemenea folosit și în profilaxie, utilizându-se o doză de 250 mg pe săptămână, cu 2-3 săptămâni înainte de potențiala expunere la agentul patogen. Este utilizată în tratamentul unor cazuri ușoare de malarie, dar nu și în cazurile severe. Calea de administrare este orală.

## Efecte adverse
Tratamentul cu meflochina poate conduce la reacții adverse severe, precum depresie, halucinații, anxietate, ataxie și tinitus.